# ریکالدونی
ریکالدونی (به ایتالیایی: Ricaldone) یکی از شهرستانهای استان آلساندریا در منطقه ایتالیایی پیدمونت می‌باشد که در ۷۰ کیلومتری جنوب شرقی تورین و ۲۵ کیلومتری جنوب غربی آلساندریا واقع شده است.
ریکالدونی با این مناطق شهری مرز مشترک دارد: آکوئی‌ترمی، آلیچه بل کله، کاسینی، مارانزانا، مومباروتسو، کارانتی و استروی.

## سرشماری
آمار برگرفته از مرکز ملی آمار (ایتالیا) می‌باشد.